# Dysderocrates
Dysderocrates es un género de arañas araneomorfas de la familia Dysderidae. Se encuentra en Hungría, Rumanía, los Balcanes y Turquía.

## Lista de especies
Según The World Spider Catalog 12.0:
- Dysderocrates egregius (Kulczynski, 1897)
- Dysderocrates gasparoi Deeleman-Reinhold, 1988
- Dysderocrates marani (Kratochvíl, 1937)
- Dysderocrates regina Deeleman-Reinhold, 1988
- Dysderocrates silvestris Deeleman-Reinhold, 1988
- Dysderocrates storkani (Kratochvíl, 1935)